# 曼里烏斯 (紐約州村)
曼里烏斯（英語：Manlius）是位於美國紐約州奧農達加縣的村。

## 人口
根據2020年美國人口普查的數據，曼里烏斯的面積為4.72平方千米，皆為陸地。當地共有人口4662人，而人口密度為每平方千米988人。